# Spielauto

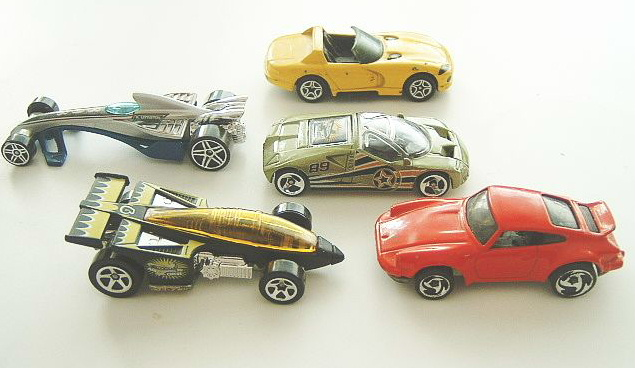
Spielzeugautos

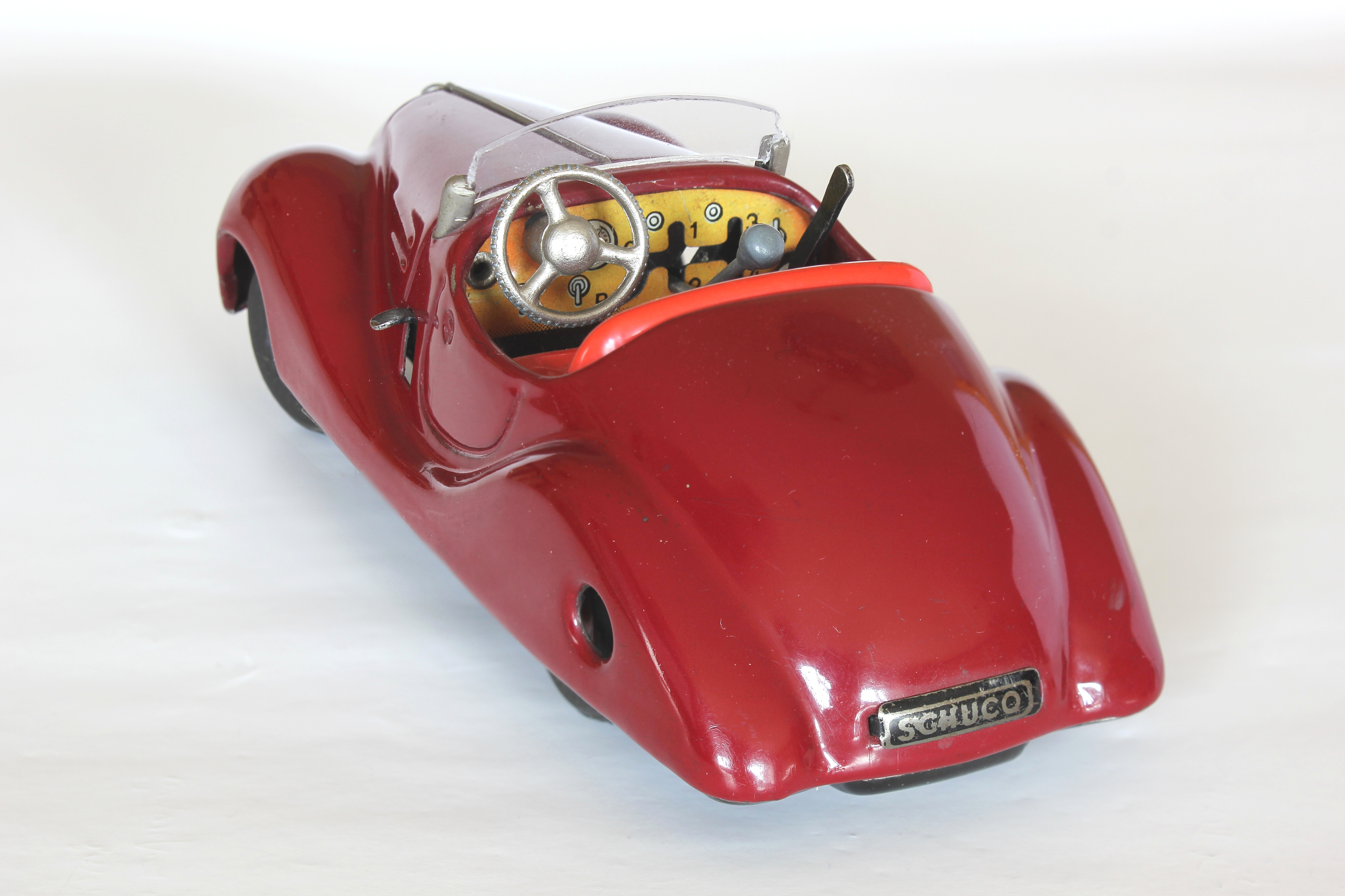
Schuco Examico von 1948 mit Uhrwerk und Viergangschaltung

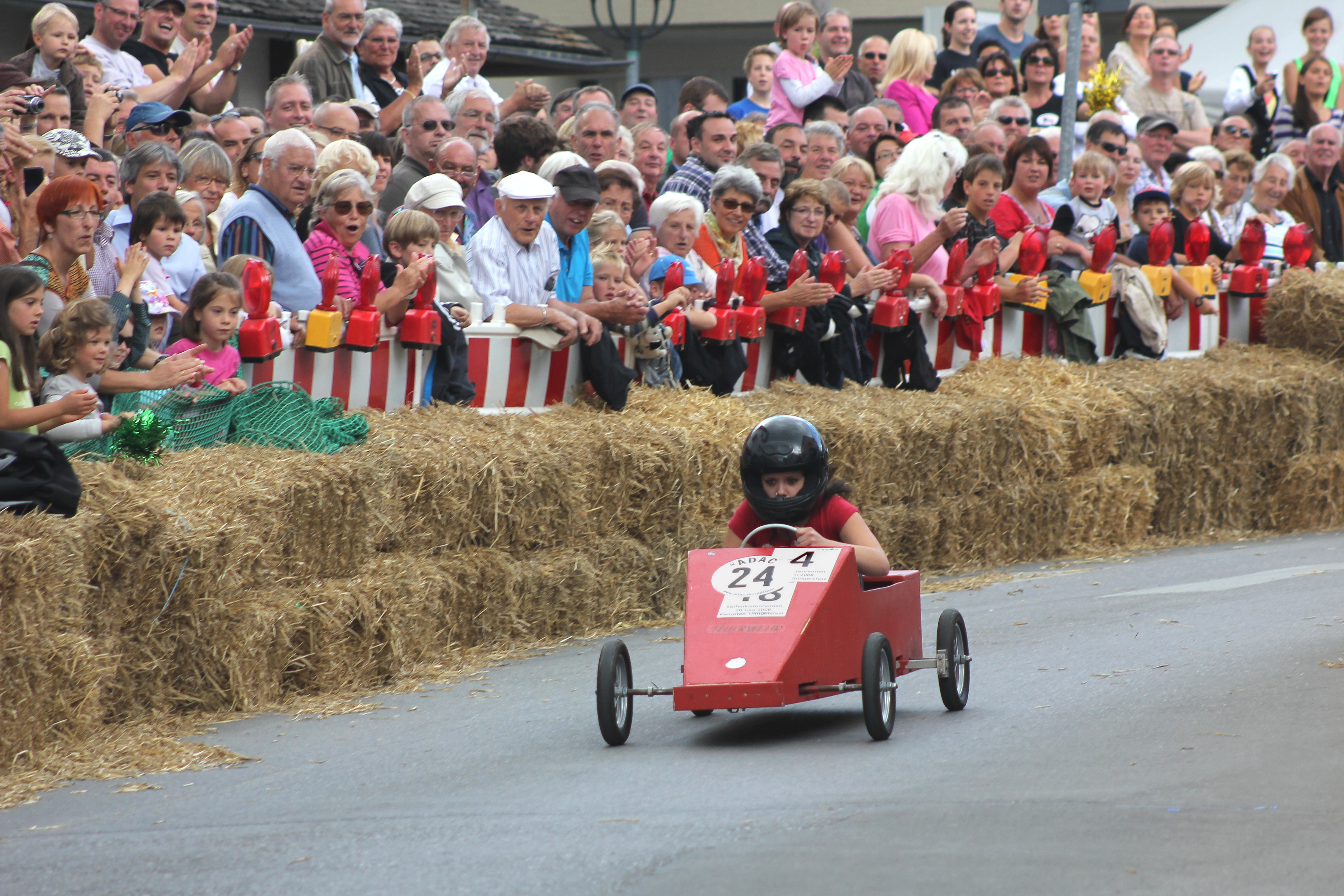
Seifenkistenrennen

Ein Spielauto oder auch Spielzeugauto ist in den meisten Fällen ein einem Automobil ähnlich sehender Gegenstand, der hauptsächlich als Kinder-Spielzeug Verwendung findet.
Dabei reicht das Sortiment der Fahrzeuge von aufwendig gestalteten, sehr detailtreuen Modellautos, die lediglich zum Sammeln und Anschauen dienen, über einfache holzgeschnitzte oder aus Blechdosen selbstgefertigte vierrädrige Gegenstände bis zu Konstruktionen, auf die sich ein Kind setzen und sich damit fortbewegen kann. Zu Letzteren gehören das Bobby-Car, das Kettcar, verschiedene Tret- und Rutschautos sowie hochmoderne Elektrofahrzeuge für Kinder.
Berühmte Fahrzeuge werden von Wiking hergestellt: originalgetreue Nachbauten etwa im Verhältnis 1:87 bis 1:90. Modellautos in verschiedenen Maßstäben kommen von Siku und vielen anderen Modellautoherstellern.
Spielfahrzeuge werden zum Teil mit Friktionsmotoren ausgestattet.

## Geschichte
Als 1885 Karl Benz das mit Verbrennungsmotor angetriebene Automobil erfand, entwickelte sich recht bald auch das erste Spielzeugauto. Doch schon viel früher ahmten Kinder die rollende Fortbewegung in Spielen und mit Zubehör nach. Holzwagen, später Kutschen und Planwagen waren die Vorläufer der Spielzeugautos. Während bei den Spielautos zunächst Holz das bevorzugte Material (ähnlich dem Schaukelpferd) war, kam mit der Industrialisierung immer mehr das Blechspielzeug in Mode.

## Kleine Modelle
Nach dem Ersten Weltkrieg entstand eine große Nachfrage nach mechanisch bewegtem Spielzeug, meist mit einer angespannten Feder, darunter auch Autos und Eisenbahnen in vielen Formaten und Formen. Märklin und Schuco waren bekannte Hersteller für den deutschsprachigen Raum. Noch in den 1960er Jahren produzierte Schuco aufziehbare kinderhandgroße Automodelle, die sich auf feinen Drähten, ähnlich wie die elektrischen Lokomotiven auf Schienen, in selbst konstruierten Bahnen fortbewegen konnten und eine preiswerte Alternative zu jenem kostspieligeren Modellbahnhobby darstellten.
In den 1960er Jahren, als die Automobildichte auch in Europa zunahm, fanden im Spielzeugbereich Modellautos aus Metall – z. B. von Matchbox und Corgi (Vereinigtes Königreich), Tekno (Dänemark) – oder Kunststoff – z. B. Wiking (Bundesrepublik Deutschland), Espewe (DDR), Norev (Frankreich), Anguplas (Spanien) und sogar von Lego (Dänemark) – sowie auch ferngesteuerte Spielautos immer mehr Absatz. Auch Action-Autospiele wie die Darda-Bahn oder Hot-Wheels-Serie wurden angeboten.

## Tret-, Sitz-, Roll- und Rutschmodelle

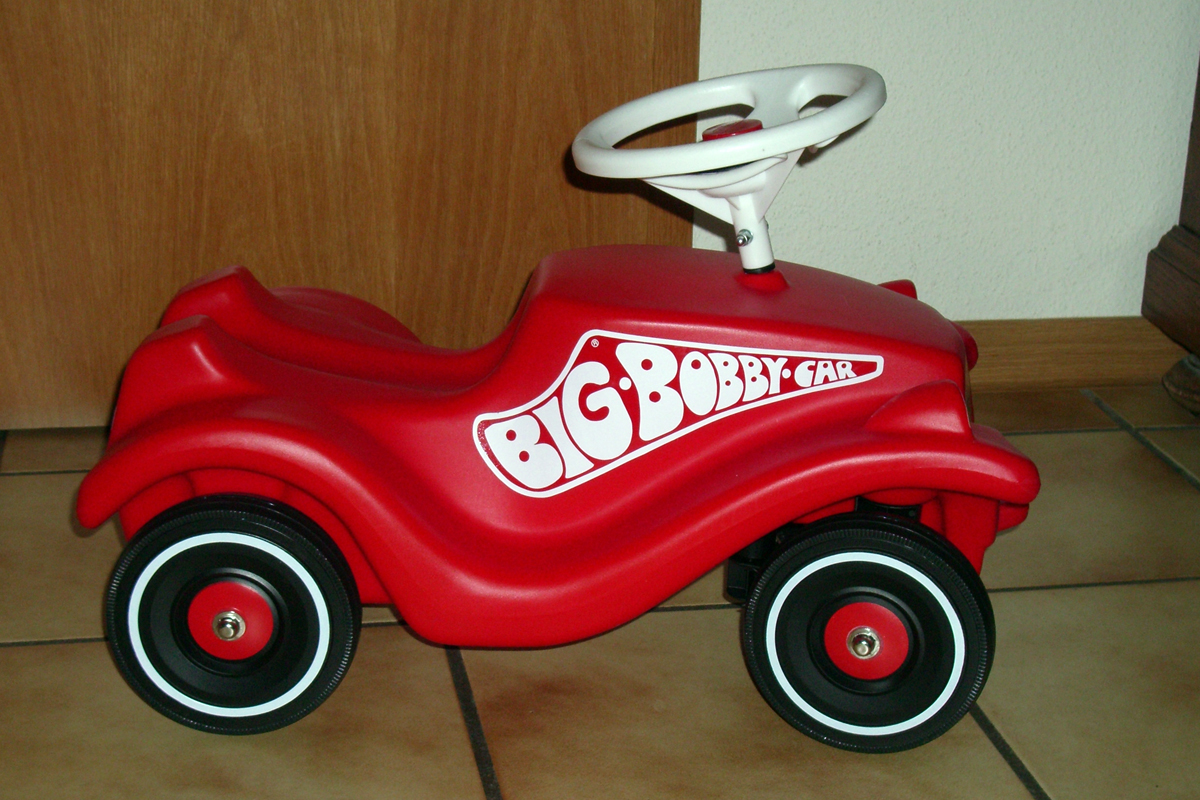
Bobbycar

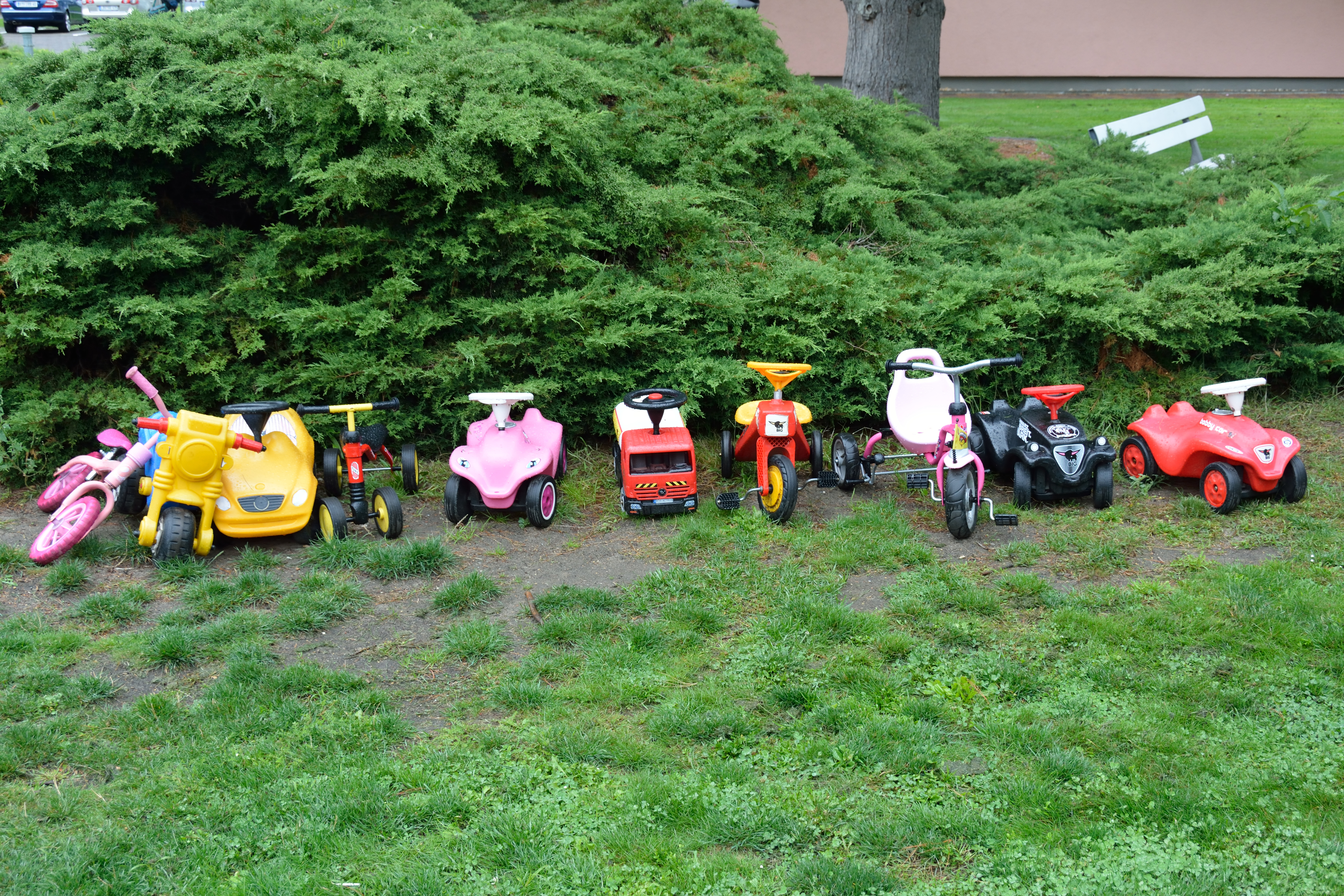
Verschiedene Spielautos

Spielautos zum Hineinsetzen kamen bereits um die Wende zum 20. Jahrhundert auf und erhielten nach ihrem Herstellungsprinzip den Namen Seifenkisten. Ab 1904 wurden damit in Deutschland Rennen ausgetragen. Später stellte Kettler das nach ihnen benannte und dem Fahrradantrieb nachempfundene Kettcar her.
Das Bobby-Car wurde entwickelt, um das Laufenlernen von kleinen Kindern zu erleichtern und wird seit 1972 produziert.